# УНИАН
Украинское независимое информационное агентство новостей (сокращённо УНИАН, укр. Українське Незалежне Інформаційне Агентство Новин) — информационное агентство, работающее на рынке Украины с 1993 года. УНИАН входит в медиахолдинг И. В. Коломойского.
Новости УНИАН выходят на украинском, русском и английском языках.

## История
В медиахолдинг И. В. Коломойского, наряду с УНИАН, также входят телеканалы: 1+1, 2+2, ТЕТ, ПлюсПлюс, Бигуди, УНИАН ТВ, Ukraine Today, 1+1 International; сайты: ТСН.ua, Главред, Телекритика.
Агентство УНИАН основано в 1993 году. Среди основателей Национальный союз журналистов Украины и Союз юристов Украины. Редакция агентства находятся в г. Киеве по адресу улица Крещатик дом 4. С 1995 года в УНИАН работает отдел мониторинга, который анализирует центральную и региональную прессу, ведущие интернет-издания, вечерний прайм-таймовый телеэфир. В 1999 году УНИАН создало одну из первых на Украине оперативных фотослужб новостей, работающую в режиме реального времени.
УНИАН первым на Украине стало проводить интернет-пресс-конференции, транслирующиеся в режиме реального времени посредством интернет-телевидения. Наиболее тесно в этих вопросах агентство сотрудничает с украинским телеканалом «5 канал». В феврале 2008 года был запущен совместный проект «Re:Акция» — аналитический дневник в котором события дня в прямом эфире комментируют гости (политики, эксперты, журналисты, бизнесмены).
По оценкам директора по маркетингу и продажам агентства «Интерфакс-Украина» Максима Уракина, УНИАН — второе по размеру выручки информагентство на Украине, но всё равно оно является убыточным — по данным СПАРК-Интерфакс чистый убыток УНИАН за 2011 год составил 2,8 млн гривен, за первое полугодие 2012 года — 2 млн грн. При этом основная статья расходов — содержание штата предприятия, а доходов (по мнению гендиректора агентства РБК-Украина Иосифа Пинтуса) — от подписчиков. В связи с заявлением о цензуре (см. раздел «Критика редакционной политики и обвинения в цензуре») УНИАН начало терять их — от контракта с УНИАН отказались интернет-издание Украинская правда и газета «Зеркало недели».

## Критика редакционной политики и обвинения в цензуре
25 мая 2012 года главный редактор УНИАН Александр Харченко сложил с себя полномочия, перейдя с должности шеф-редактора на должность главного редактора сайта агентства. На его место был назначен Михаил Ганницкий, бывший сотрудник украинской газеты «Сегодня». Коллектив журналистов УНИАН требовал возвращения на должность Харченко и заявил о случаях цензуры, которые допустило новое руководство агентства. В то же время предоставленные коллективом претензии касались провокационных материалов, которые были расценены руководством сайта как попытка публикации заказных статей. После получения подтверждений и расписок от главного редактора сайта Александра Харченко материалы были возвращены в ленту.
В октябре 2012 года пятеро редакторов сайта УНИАН заявили о цензуре со стороны руководства сайта. В свою очередь, Михаил Ганницкий заявил новостному сайту «Украинская правда», что не может прокомментировать это заявление, так как оно не было ему предоставлено. По словам редакторов сайта УНИАН, их руководство наложило запрет на передачу плохих новостей о президенте Викторе Януковиче и лидере коммунистов Петре Симоненко, а также приказало усиленно освещать избирательную кампанию Александра Третьякова. Заявление о цензуре группа из пяти редакторов подала после того, как были оштрафованы на 200 гривен за публикацию о застройке Беличанского леса после игнорирования указания снять данный сомнительный материал. Гендиректор УНИАН Вадим Осадчий опроверг обвинения в цензуре. «Некоторые сотрудники, сохранив уверенность в своём праве влиять на объективность отражения освещаемых агентством событий, восприняли попытки сделать информационные продукты УНИАН нейтральными, действительно независимыми и внеконтекстными (что, безусловно, является одной из важнейших характеристик продукции любой компании, именуемой „информационным агентством“), как цензуру или практику ущемления свободы слова», — считает Осадчий.
11 февраля 2013 года УНИАН на своём сайте опубликовал интервью с Сергеем Власенко и Александрой Кужель. Вечером того же дня пресс-служба «Батькивщины» заявила, что Власенко не давал никаких комментариев и его интервью, как и интервью Александры Кужель — фальшивки, после чего интервью были сняты с сайта.
Конфликт между коллективом из пяти редакторов и руководством продолжился (коллектив информагентства составляет более 60 человек). 26 февраля стало известно, что владелец агентства И. В. Коломойский не исключает закрытия УНИАН, если коллектив не согласится выполнить одно из трёх его требований, на их выбор: отозвать заявление о фактах цензуры со стороны руководства и извиниться за это обвинение; уволиться в полном составе; забыть об инциденте «с медведями» и продолжать работать, как и до него. По информации газеты «Коммерсантъ-Украина», сотрудники отказались выполнить эти требования.